# Rhagodoca ornata
Espèce
Synonymes
- Rhax ornata Pocock, 1895

Rhagodoca ornata est une espèce de solifuges de la famille des Rhagodidae.

## Distribution
Cette espèce se rencontre au Kenya, en Éthiopie et à Djibouti.

## Description
Le mâle holotype mesure 30 mm.

## Liste des sous-espèces
Selon Solifuges of the World (version 1.0) :
- Rhagodoca ornata ornata (Pocock, 1895)
- Rhagodoca ornata tenebrosa Lawrence, 1953

## Publication originale
- Pocock, 1895 : Notes on some of the Solifugae contained in the collection of the British Museum, with descriptions of new species. Annals and Magazine of Natural History, sér. 6, vol. 16, p. 74–98 (texte intégral).
- Lawrence, 1953 : A collection of African Solifugae in the British Museum (Natural History). Proceedings of the Zoological Society of London, vol. 122, no 3, p. 955–972.